# Summer Walker
Summer Walker   (Atlanta, 11 d'abril de 1996) és una cantant i compositora nord-americana de R&B, associada a les discogràfiques LoveRenaissance i Interscope. El seu àlbum debut d'estudi, Over It, va ser publicat el 4 d'octubre de 2019 rebent bones ressenyes de la crítica especialitzada. El disc va vendre prop de 130 mil còpies en la seva primera setmana i va debutar en la segona posició de la llista d'èxits Billboard 200.

## Biografia
Carrera
Walker va ser descoberta per una agent del segell discogràfic amb seu a Atlanta, LoveRenaissance. El 19 d'octubre de 2018 va llançar la sera primera cinta comercial, titulada Last Day of Summer, recolzada pel seu senzill principal "Girls Need Love". A la fi d'aquest any va sortir de gira amb el raper 6lack al From East Atlanta With Love Tour. Després de l'èxit de la seva cinta, Apple Music la va situar en la vuitena posició de la llista dels millors intèrprets de R&B a tot el món a través de la seva plataforma. El 25 de gener de 2019 va llançar el seu primer EP, titulat Clear, que consisteix en quatre pistes d'enregistraments acústics. El 27 de febrer va publicar el remix de la seva cançó "Girls Need Love" amb el músic Drake.
El 23 d'agost de 2019, Walker va llançar "Playing Games" com a primer senzill del seu àlbum d'estudi debut, Over It. La cançó, que conté una interpolació de l'èxit número u de Destiny's Child "Say My Name", va ser produïda per London on da Track. El 12 de setembre, la cantant va revelar que Over It sortiria al mercat el 4 d'octubre a través de LVRN/Interscope Records. Al novembre del mateix any va guanyar el seu primer premi musical, el BET Soul Train en la categoria milord nou artista.

## Discografia

### Estudi
| Títol   | Detalls                                                                       | Posició en les llistes | Posició en les llistes | Posició en les llistes | Posició en les llistes | Posició en les llistes | Posició en les llistes | Posició en les llistes | Posició en les llistes | Posició en les llistes | Posició en les llistes | Certificacions          |
| Títol   | Detalls                                                                       | EE.UU.                 | EE.UU.R&B/HH           | EE.UU,R&B              | AUS                    | CA                     | IRL                    | HOL                    | NZ                     | R.O.                   | R.O.R&B                | Certificacions          |
| ------- | ----------------------------------------------------------------------------- | ---------------------- | ---------------------- | ---------------------- | ---------------------- | ---------------------- | ---------------------- | ---------------------- | ---------------------- | ---------------------- | ---------------------- | ----------------------- |
| Over It | - Publicació: 4 d'octubre de 2019 - Discogràfica: LoveRenaissance, Interscope | 2                      | 1                      | 1                      | 17                     | 4                      | 32                     | 14                     | 16                     | 7                      | 7                      | - RIAA: Or - BPI: Plata |

### EP
| Títol | Detalls                                                                       | Posició en les llistes |
| Títol | Detalls                                                                       | EE.UU.R&B              |
| ----- | ----------------------------------------------------------------------------- | ---------------------- |
| Clear | - Publicació: 25 de gener de 2019 - Discogràfica: LoveRenaissance, Interscope | 23                     |

### Altres aparicions
scope="row" |"I'm Gonna Love You Just a Little More Baby"

| Títol                     | Any  | Artista(s)               | Àlbum           |
| ------------------------- | ---- | ------------------------ | --------------- |
| "Summer Reign"            | 2019 | Rick Ross                | Port of Miami 2 |
| "No Llepes"               | 2019 | Kash Doll                | Stacked         |
| "Superstar"               | 2019 | Jacquees                 | King of R&B     |
| "D&G"                     | 2019 | Davido                   | A Good Time     |
| "Triggered" ((remix))     | 2019 | Jhené Aiko, 21 Savage    | Sense àlbum     |
| "Real Luv"                | 2020 | Moneybagg Jo             | Time Served     |
| None                      | 2020 | Birds of Prey: The Album |                 |
| "Calm Down (Bittersweet)" | 2020 | A Boogie wit dona Hoodie | Artist 2.0      |
| "Falling" ((remix))       | 2020 | Trevor Daniel            | Sense àlbum     |
| "Yummy" ((remix))         | 2020 | Justin Bieber            | Changes         |